# Николай П. Тодоров
Николай Петков Тодоров е български журналист, преводач и автор на приказки. Някои от най-популярните му книги са написани в съавторство с Ангел Каралийчев.

## Биография
Роден е на 6 август 1907 г. в София. Син е на изтъкнатия български писател Петко Юрданов Тодоров (1879 – 1916) и Райна Ганчева, от видна търновска фамилия. Неговото детство преминава в град Елена, в дома на неговия дядо, видния общественик Юрдан Тодоров (1848 – 1931). Родителите му дълги години са в чужбина поради болестта и лечението на баща му.
Завършва Втора мъжка гимназия в София, макар че е изключван заради левите си убеждения. След това завършва право в Екс ан Прованс, Франция. През 1941 г. се жени за Живка Кънчева Садакова, също от град Елена.
След пенсионирането си през 1967 г. той се отдава на литературна дейност и започва работа по няколко богато илюстрирани сборника с приказки заедно с Каралийчев, като те се съсредоточават върху фолклора на балканските, славянските и съветските народи и книгите им биват преведени на руски и на немски.
В периода 1979 – 1981 г. участва в подготовката на събраните съчинения на П. Ю. Тодоров. През 80-те години, след смъртта на Каралийчев, Николай П. Тодоров издава още два сборника с преразказани приказки: „Нови приказки от старо време“ (1983) и „Приказки от село Змейково“ (1985). Посмъртно излиза сборникът „Малък Иван – разум голям“ (1988).
Николай П. Тодоров превежда от руски и френски. Първото му мащабно начинание като преводач е „Наследникът от Калкута“ от Роберт Щилмарк, който излиза през 1971 г. Други автори, които превежда, са Мопасан, Чехов, Бодлер и Шукшин.
Умира през 1988 г.

## Самостоятелни сборници с приказки
- Нови приказки от старо време (1983)
- Приказки от село Змейково (1985)
- Малък Иван – разум голям (1988)

## Сборници съвместно с Ангел Каралийчев
Приказки на съветските народи (I – V том, 1975)
- Вкамененият княз
- Безстрашният юнак
- Финист ясен сокол
- Андрей стрелецът и сват Наум
- Хубавата Малхуан

Приказки на балканските народи (I – IV том, 1979 – 1983)
- Силян щърка
- Неоценимото богатство
- Умница хубавица
- Султанка-мълчанка

Приказки на славянските народи (I – II том, 1982)
- Брат брата си брани
- Сладкодумни братя

Приказки на съветските народи (I – II том, 1983 – 1984)
- Девойка, колкото вретено
- Маша и Баба Меца